# Уолнът (град, Калифорния)
Уолнът (на английски: Walnut) е град в окръг Лос Анджелис, щата Калифорния, САЩ. Уолнът е с население от 30004 жители (2000) и обща площ от 23,26 km². Намира се на 171 m надморска височина. ЗИП кодовете му са 91788, 91789, 91795, а телефонният му код е 626/909.